# Mycalesis benitonis
Mycalesis benitonis är en fjärilsart som beskrevs av Embrik Strand 1913. Mycalesis benitonis ingår i släktet Mycalesis och familjen praktfjärilar. Inga underarter finns listade i Catalogue of Life.